# Markaz Basyūn
Markaz Basyūn (arabiska: مركز بسيون) är en region i Egypten.   Den ligger i guvernementet Al-Gharbiyya, i den norra delen av landet, 110 km norr om huvudstaden Kairo.